# Rodolfo Crespi (actor)
Rodolfo Crespi fue un actor argentino de prolongada actuación en su país. Nació en 1921 en Rafaela, provincia de Santa Fe, Argentina y falleció en Buenos Aires el 6 de agosto de 1980.
Por su trabajo en televisión se lo recuerda del programa La Troupe de TV, en el que dirigido por Francisco Guerrero, trabajó junto a Alberto Olmedo, María Esther Gamas, Noemí Laserre y Tincho Zabala, entre otros. Participó en el programa Operación Ja-Já de Gerardo y Hugo Sofovich integrando el elenco inicial de Polémica en el bar junto a Carlos Carella, Juan Carlos Altavista y Jorge Porcel. También acompañó a Tato Bores en su programa. Fue parte del personal de La baranda, programa cómico encabezado por Juan Carlos Altavista, Fidel Pintos, Miguel Ligero y Marcos Zucker.
En cine debutó muy joven en el filme ...Y mañana serán hombres (1939) dirigido por Carlos Borcosque y siguió filmando hasta 1972. Trabajó también en radio y en teatro.

## Filmografía
Intervino como intérprete en los siguientes filmes:
- Autocine Mon Amour (1972)
- ¿De quiénes son las mujeres? (1972)
- ¡Arriba, juventud! (1971)
- La cama (1968)
- Che, OVNI (1968)
- El derecho a la felicidad (1968)
- Los taitas (1968)
- Ritmo, amor y juventud (1966)
- Escala musical (1966)
- Necesito una madre (1966)
- Hotel alojamiento (1966)
- La industria del matrimonio (1964)
- Canuto Cañete y los 40 ladrones (1964) ... Preso
- Las aventuras del Capitán Piluso (En el castillo del terror) (1963)
- Buscando a Mónica (1962)
- Del brazo con la muerte (1961)  ... Panchito
- Gringalet (1959)
- Socios para la aventura (1958)
- Rosaura a las diez (1958) ... Lustrabotas
- El tango en París (1956)
- Ensayo final (1955) ... Operario
- La cueva de Alí Babá (1954) ... Secuaz de Matilde 2
- Una noche cualquiera (1951)
- El extraño caso del hombre y la bestia (1951) ... Mozo
- Bólidos de acero (1950)
- Apenas un delincuente (1949)
- Mis cinco hijos (1948)
- La dama del collar (1947) ... Mozo
- Nosotros… los muchachos (1940)
- ... Y mañana serán hombres (1939)